# Centre mundial de la Pau
El Centre Mundial de la Pau, les Llibertats i els Drets dels Homes és un museu de Verdun (Mosa) sobre la pau. L'any 1990 va ser creat a Verdun, ciutat francesa que va ser escenari d'una de les batalles més cruentes de la Primera Guerra Mundial. Aquesta associació, ubicada al palau episcopal, vol conscienciar a través de les seves activitats sobre la importància d'evitar les guerres i la violació dels drets humans. Per aconseguir aquest objectiu el centre edita diverses publicacions, programa activitats, exposicions, col·loquis... al voltant del tema de la pau i els drets humans, i té un magnífic espai educatiu amb propostes pedagògiques per a infants de totes les edats.
Que el Centre Mundial de la Pau, les Llibertats i els Drets dels Homes estigui situat a Verdun no és una casualitat. En aquesta ciutat del nord-est de França va tenir lloc, del febrer al desembre de 1916, una de les batalles més sagnants de la Primera Guerra Mundial. A la batalla de Verdun es van enfrontar l'exèrcit francès i l'alemany i ambdós exèrcits van patir moltes baixes. Un total de 300.000 soldats van morir en aquesta cruenta lluita. Des d'aleshores la ciutat de Verdun va esdevenir un símbol de la Gran Guerra. L'any 1966, amb motiu del 50 aniversari de la famosa batalla, l'ajuntament de Verdun va inaugurar el Llibre de la Pau, que va ser signat pel General De Gaulle, i així la ciutat es va autoproclamar “Capital de la Pau”. Al cap d'unes dècades Verdun va acollir en el seu palau episcopal el Centre Mundial de la Pau, les Llibertats i els Drets dels Homes.